# Garbaya Djire
Garbaya Djire est un village de la commune de Tignère situé dans la région de l'Adamaoua et le département du Faro-et-Déo.

## Population
Lors du recensement de 2005, le village comptait 783 personnes, 388 de sexe masculin et 395 de sexe féminin.